# 그린뉴딜
그린뉴딜(영어: Green New Deal)은 친환경 신재생에너지 산업 인프라를 구축하고 관련 산업을 육성함으로써, 에너지 구조를 전면적으로 조정하여 고용과 노동까지 아우르는 혁신을 가져오자는 아이디어로 요약할 수 있다. 친환경 에너지 산업으로의 이행을 기반으로 경제 전반에 새로운 비전을 제시한다는 의미다. 구체적으로는 재생에너지와 자원효율성 향상을 통해 사회적, 경제적 개혁을 추진한다는 것이다.
그린뉴딜은 각국에서 현재의 불확실한 경제 상황을 헤쳐 나가는 정책으로 큰 주목을 받고 있다. 2019년 미국에서는 그린뉴딜 결의안이 하원을 통과했고 유럽연합 집행위원회는 그린뉴딜의 핵심 개념을 ‘유럽 그린 딜’ 구상에 담아 공식 발표한 바 있다. 특히 COVID-19로 인해 침체된 경제를 되살리면서 지속가능한 경제체제로 전환하자는 구상에 따라 각국이 그린뉴딜을 국가적 차원의 정책으로 추진하고 있다.

## 역사
뉴딜은 1930년대 경제 대공황을 극복하기 위해 루스벨트 대통령이 추진했던 정책 모음을 뜻한다. 정부가 적극적으로 나서 도로와 교량 등 사회 기반시설을 건설하고 농업을 지원하며 일자리를 만들었으며, 경제대공황을 성공적으로 극복하는 데 기여한 것으로 평가된다. 뉴딜정책의 범위는 매우 넓어서, 예술 분야 투자로 배우, 화가, 작가 등 예술인의 활동을 지원하고 사업주와 노동자가 비용을 분담하는 사회보장제도 역시 핵심 정책으로 추진되어 자리잡았다. 요약하자면, 뉴딜은 위기에 몰린 사람들을 위한 고용과 복지의 틀을 만드는 작업으로 이해해야 한다.
이후 2000년대에 이르러 탄소 제로 사회로의 비전이 뉴딜과 만난다. ‘그린 뉴딜’이라는 표현이 공식적으로 사용되기 시작한 사례는 2007년 미국에서 발간된 토머스 프리드만의 「그린코드(Code Green)」다. 프리드먼은 미국의 주도권을 유지한 채로 기후위기를 극복하려면 정부의 ‘녹색 버전 뉴딜 정책’이 필요하다고 주장했다. 정부 주도로 청정 에너지신산업을 육성해 에너지산업의 지형을 바꾸면 기후변화를 억제할 수 있을 뿐 아니라 화석연료에 기반을 둔 기존 질서를 대신해 새로운 국제질서를 이끌 수 있다는 것이다.
프리드먼의 저술 이후, 다양한 곳에서 그린뉴딜에 대한 논의가 본격화됐다. 2008년 영국에서는 환경 및 경제 분야 전문가들이 참여한 ‘그린뉴딜’ 보고서가 나와 에너지 효율 제고를 위한 정부 투자와 저탄소 인프라 구축을 통한 녹색 일자리 창출 등을 주장했다. 미국에서는 오바마 전 대통령이 대선 공약으로 그린뉴딜을 내세웠고 실제로 오바마 정부 내내 주요한 정책 기조로서 신재생에너지에 대한 투자가 적극적으로 이뤄졌다. 같은 시기 UN환경계획에서도 지속가능한 성장계획을 담은 「글로벌 그린뉴딜」보고서를 발간하며 그린뉴딜을 적극적으로 지원하기 시작했다. 모두 환경 문제 해결과 경제 성장을 연계하여 일종의 친환경 경제 성장 전략이라는 점이 특징이다.
2000년대 초반 경제 성장과 녹색을 연계했던 그린뉴딜은 2018년 미국 의원선거를 전후해 민주당의 그린뉴딜 정책을 기점으로 새로운 국면을 맞는다. 2019년 2월 에드워드 마키 상원의원과 최연소 하원의원 오카시오 코르테즈 등 민주당 하원의원 64명과 상원의원 9명이 그린뉴딜 결의안을 제출했다. 결의안을 통해 이들은 전기차와 초고속 열차 보급, 100% 재생가능 에너지를 활용한 전력 생산, 스마트 그리드 구축 등을 통해 2030년까지 10년 안에 미국을 탄소 순배출 제로 사회로 전환할 것을 촉구했다. 탄소 제로사회로의 전환을 핵심의제로 그에 따른 에너지 산업 투자를 통한 성장을 논의하게 된 것이다. 여기에는 가족을 부양하기에 충분한 임금을 제공하는 일자리 보장, 양질의 의료보험과 주거 환경, 깨끗한 물과 공기의 제공, 에너지 효율 제고 위한 기존 건물 업그레이드, 청정 제조업 확대 등의 내용도 담겨 있다.
미국에서 제안된 그린뉴딜의 개념은 유럽에서도 ‘유럽 그린딜’이라는 이름으로 공식화된다. 유럽은 다른 어느 지역보다도 먼저 청정에너지로의 전환과 에너지효율 향상에 관심을 기울였다. EU 그린딜에는 그동안의 유럽 경험을 바탕으로 기후변화 및 환경 분야의 미래 청사진을 담았다. EU 그린딜은 화석연료 시대에 경제성장을 이룬 선진국이 화석연료 이후의 시대에도 어떻게 견실한 경제를 유지할 수 있을지 엿볼 수 있게 하는 사례다.
유럽 그린딜이 완전히 새로운 내용을 담은 것은 아니다. EU는 탄소배출량 저감의 모범적인 사례로 통한다. 경제가 성장하면서 에너지 사용량이 늘어 온실가스 배출량 또한 증가하는 것이 일반적이지만 EU에서는 오히려 1990년부터 2018년까지 경제 규모가 61%나 성장했음에도 불구하고, 온실가스 배출은 오히려 23% 줄었다. EU 집행위원회는 경제를 발전시키고 환경도 지키는 현재에 만족하지 않고 2050년까지 EU 내에서 탄수배출 제로, 즉 탄소중립 달성이라는 더욱 강력한 목표를 EU 그린딜에 명시했다.
EU가 그린딜에 이처럼 적극적인 데는 그럴만한 이유가 있다. 독일을 비롯한 유럽 국가들이 일찍부터 에너지전환에 앞장서 온 이유는 단순히 기후변화 대응을 위한 탄소배출량 감축에만 있는 것이 아니다. 1970년대 경제회복기를 거치면서 유럽 공업국들에게는 ‘경제가 성장할수록 에너지 비용이 증가한다’는 고민이 있었다. 화석연료는 한정된 자원이고 상당량을 수입에 의존해야하기에 화석연료를 기반으로 한 경제는 언젠가 성장이 한계에 부딪힌다는 결론에 이른다. 계속해서 성장을 유지하려면 화석연료 기반의 에너지 구조를 바꿔야만 했으며, 그 해답이 에너지 소비 지역의 자연에너지를 이용하는 재생에너지였다. 따라서 EU 그린딜은 그간 유럽 국가들이 추구해 왔던 에너지전환의 연장선이라고 할 수 있다. 단순히 환경을 고려한 저탄소 정책이 아니라 ‘화석연료 이후’의 시대에도 순조롭게 경제성장을 이어나갈 수 있도록 기반을 마련하는 경제정책인 셈이다.

## 한국의 그린뉴딜
한국에서는 2000년대 들어 환경이 사회의 주요 이슈로 떠올랐다. 국내 에너지 정책의 방향을 제시하는 ‘에너지 기본계획’에도 환경 문제가 반영됐다. 다만 에너지 기본계획에서는 에너지 산업만 다루기 때문에 경제나 사회 구조 전체의 변화를 끌어내는 환경 정책으로 이어지기는 어려웠다는 한계가 있다.
환경 이슈가 에너지 계획에 반영된 전기는 2008년 녹색성장 아젠다가 제시되면서 마련됐다. 넓게 보면 그린뉴딜의 한 흐름이라 할 수 있다. 에너지와 자원의 효율적 사용으로 기후변화와 환경 오염을 줄일 뿐 아니라 청정에너지와 녹색기술 연구개발로 신성장 동력을 확보하는 것을 목표로 했다. 2009년 발표한 ‘녹색 뉴딜 사업 추진방안’에는 녹색 교통망 확충, 생태하천 조성 등이 포함됐다. 환경과 경제 구조 전반을 연계했다는 점에서 의미 있었지만 토목 사업에 치중했다는 한계도 있었다.
이에 따라 최근에는 지속가능성과 저탄소 순환경제 전환 등을 보다 강조한 환경 정책이 나오고 있다. 기후 변화에 대응해 사회 전반의 변화를 이끌어내는 노력이 더 필요하다는 입장이다. 공공부문부터 온실가스 배출량 감축에 나서기로 하고, 부처별 배출량 감축 실적을 매년 평가하고, 탄소배출량 감축 효과가 높은 설비를 갖춘 기업에 배출권 할당 혜택을 주는 등 기업 참여도 유도하고 있다. 2020년 6월 개최된 ‘녹색성장 및 글로벌 목표 2030을 위한 연대’ 정상회의에서 유럽의 ‘그린 딜’과 비슷한 한국형 ‘그린뉴딜’ 전략을 발표, 녹색 전환의 청사진을 제시하기도 했다.
한국 정부는 2020년 중반 디지털 인프라 구축 등을 골자로 한 '디지털 뉴딜' 정책을 발표한 바 있는데, 여기에 그린뉴딜 관련 정책도 추가했다. ‘녹색성장’의 연장선상에서 디지털을 심화하고 기후변화 대응을 위한 지속 가능성에 무게를 둔 ‘한국형 그린뉴딜’의 구체적 사업은 2020년 6월부터 차례대로 발표됐다. 다만 그린뉴딜에 담긴 정책은 가까운 시일 안에 실현하기 어려운 것들이 많다. 따라서 현재로서는 그린뉴딜은 하나의 완결된 정책이 아니라 기후 변화를 극복하기 위해 해야 할 일들에 대한 아이디어를 다양하게 풀어놓기 위한 일종의 ‘플랫폼’의 성격을 지닌다.

## 주요국의 그린뉴딜

#### 미국
그린뉴딜의 르네상스를 이끈 미국에서 관련 논의는 이미 1970년대부터 시작된 바 있다. 미국 내 환경운동가들이 재생에너지로의 전환을 주장하면서 기초적인 논리를 다진 것이다. 본격적으로 정책의 영역으로 들어온 때는 2006년 들어서였다. 당시 미국의 소수 정당인 녹색당에서는 ‘그린뉴딜 태스크포스’가 조직되어 2030년까지 100% 재생에너지로 전환, 탄소세 신설, 고용보장 등 현재 그린뉴딜의 중심을 이루는 정책들 대부분을 제안했다.
오바마 대통령은 그린뉴딜의 주요 아이디어를 이어받아 재임 중 관련 정책을 본격적으로 추진하기 시작했다. 오바마 행정부는 에너지 섹터의 발전비중 변화, 에너지 효율 향상뿐 아니라 이러한 변화를 통해 인종 갈등을 해결하려는 모습을 보였다. 2008년 초 미국의 작가 제프 비거스가 애팔래치아 산맥 주변의 탄광도시들의 개혁방안을 모색하면서 그린뉴딜의 개념을 적용한 바 있다. 비거스는 자신의 글에서 오바마 행정부가 탄광도시에 친환경 경제시스템을 도입하는 정책을 입안함으로써 빈부 격차를 줄이고 인종간 간극을 좁히는 데 앞장서야 한다고 주장했다.
당시 집권당인 민주당 내부에서 비거스의 제안과 같은 친환경 정책이 강력하게 지지를 얻으면서 오바마 행정부는 강력하게 관련 정책을 추진했다. 신재생에너지 산업에 대한 정부의 투자와 온실가스 감축, 에너지 투자 조세 우대와 같은 정책이 대표적이다. 금액으로 보면 그린 빌딩, 전력망, 친환경 자동차 관련 산업 육성에 574억 달러를, 신재생에너지 산업 육성에 393억 달러를 투자했다. 이에 따라 미국 내 신재생에너지 설비가 4배 이상 증가하고 이산화탄소 배출량은 11% 감소하는 등의 성과를 거뒀다. 전체 전력 중 풍력과 태양광 비중은 1.4%에서 6.5%로 늘었다.
그러나 도널드 트럼프 대통령이 취임한 이후, 화석연료 등 전통적인 산업분야를 중시한 트럼프 행정부의 기조에 따라 그린뉴딜 관련 정책은 크게 힘을 잃었다. 정부 정책에서 그린뉴딜이 후순위로 밀려나는 동안, 민주당은 이에 맞서 그린뉴딜을 다시 당론으로 부활시켰다. 2019년 2월 민주당 알렉산드리아 오카시오-코르테즈 하원의원과 에드워드 마키 상원의원 등 70여 명의 민주당 상․하원 의원들이 ‘그린뉴딜 결의안’을 제출했다.
이 결의안은 향후 10년 동안 “온실가스 순 배출 제로”라는 목표를 달성하기 위해 국가에 강한 역할을 요구한다. 모든 사람에게 깨끗한 물과 공기, 좋은 환경과 음식을 제공할 것과, 인종이나 종교, 성정체성, 소득수준에 관계 없이 소수자와 약자에게도 깨끗한 환경을 평등하게 보장해야 한다는 내용도 담고 있다.
민주당 의원들은 공정한 이행 과정을 거쳐 온실가스 순 배출을 0으로 만들고, 질 좋은 일자리 창출과 경제 번영, 지속가능성을 높이기 위한 기반시설과 산업에 대한 투자 등이 필요하다고 주장했다. 이를 위해 온실가스 배출을 줄이도록 인프라 개선을 촉구했다. 100% 친환경 신재생에너지를 통한 전력 생산, 스마트 그리드 구축, 에너지 효율 개선을 위한 모든 빌딩 업그레이드, 청정 제조업 구축과 교통 시스템 개혁 등도 과제로 제시됐다.
다만 그린뉴딜이 구속력이 없는 결의안이며 구체적 실천 방법보다는 포괄적 방향을 제시한 것이라 효과나 실현 가능성에 이의를 제기하는 목소리도 있다는 한계가 있다. 공화당 소속 의원 대부분은 그린뉴딜 정책에 반대하는 입장이다. 그럼에도 불구하고 최근 트럼프 대통령이 탄소 배출 절감 목표를 정한 파리기후협정을 탈퇴하는 등 기후변화에 회의적인 모습을 보임에 따라, 민주당은 트럼프 정부와 차별화할 수 있는 그린뉴딜을 2020년 대선의 강력한 공약으로 내세우고 있다.
주 정부 차원에서도 그린뉴딜 관련 행보가 나타난다. 앤드류 쿠오모 뉴욕주지사는 향후 10년 간 뉴욕주 전역에 걸쳐 추진할 21개 대규모 재생에너지 프로젝트를 발표했다. 뉴욕주는 이번 프로젝트에 25억 달러 이상을 투자할 예정이며, 프로젝트를 통해 2000개 이상의 일자리가 새로 만들어질 것이라 내다보고 있다.
2020년 3월 13일, 쿠오모 주지사는 2020년 시정방침 연설에서 뉴욕 에너지 연구 개발청(NYSERDA)이 선정한 21개 태양광·풍력 에너지 개발 프로젝트를 발표했다. 이번 프로젝트의 목표는 새로운 태양광·풍력 에너지 시설을 건설하고 재생에너지 저장 설비를 갖추어 뉴욕주에 매년 250만 메가와트 이상의 재생에너지가 공급되도록 하는 데 있다. 이는 연간 35만 가구에 전력을 공급할 수 있는 전력량으로, 목표가 실현될 경우 뉴욕시 총가구의 10% 정도가 재생에너지로 생활할 수 있다. 이 정도 규모의 전력량을 재생에너지로 대체하면 연간 탄소 배출량을 130만 톤 이상 줄일 수 있다. 매년 자동차 약 30만 대가 도로에서 사라져야만 같은 효과를 볼 수 있는 규모다.
계획의 실행에 필요한 자본금 25억 달러는 신규 재생에너지 발전 시설의 건설 및 운영 비용으로 투입된다. 발전소를 세우고 관리하는 과정에서 2000개 이상의 장단기 일자리가 새로 생길 것으로 예상된다. 또한 21개 프로젝트 개발자에게 재생에너지에 대한 홍보 활동에 지속적으로 참여해야 하는 의무가 부과되기 때문에 이번 프로젝트는 경제적으로는 지역 사회의 일자리 창출을, 사회적으로는 지속 가능한 미래를 세우는 토대를 마련하는 기회가 될 것이다.
2017년 기준 860만 명인 뉴욕시의 인구는 2050년 900만 명을 돌파할 것으로 예측된다. 뉴욕주 자체의 온실 가스 배출량은 매년 감소 추세에 있으나 전 세계적인 배출량은 여전히 증가하고 있어, 뉴욕주민은 도시 경제, 공공 인프라, 공중 보건 등 삶의 전 범위에 영향을 미칠 기후위기 문제에서 결코 안심할 수 없는 상황이다. 주 정부가 파리 기후 협약을 탈퇴한 연방 정부를 대신하여 뉴욕주가 더욱 강력하고 혁신적인 기후변화 대응 조치를 선택해야 한다고 주장하는 이유도 여기에 있다. 이에 뉴욕주는 ‘기후 리더십 및 지역 사회 보호법(CLCPA)’를 책정하여 2030년까지 주 내 에너지의 70%를 재생에너지로 충당하고, 2040년에는 모든 전력을 무탄소 청정 에너지로 달성하려는 일명 그린 뉴딜 정책을 추진했다.
2020년 8월 기준으로, 대한민국보다 1.4배 정도 큰 뉴욕주에서는 새로운 태양광 발전 시설을 건설하는 프로젝트 17개가 가동된다. 각 프로젝트는 작게는 20메가와트, 크게는 270메가와트 규모로 태양광 시설을 설립하는데, 일반적인 가정용 태양광 설비가 3킬로와트 수준으로 짐작해보면 그 규모가 엄청나다는 것을 알 수 있다.
80메가와트 이상을 공급하는 태양광 프로젝트로는 선이스트(SunEast)의 ‘테이블탑 솔라’(80메가와트), 보랄렉스(Boralex)의 ‘그린스 코너스 솔라’(120메가와트), 넥스테라(NestEra)의 ‘노스 사이드 에너지 센터’(180메가와트)·‘가넷 에너지 센터’(200메가와트), 커넥트젠(ConnectGen)의 ‘사우스 리플리 솔라’(270메가와트) 등 5개 프로젝트가 있다.
태양광 발전 프로젝트 중 일부는 에너지 저장 시스템 개발을 포함한다. 뉴욕주 중서부 카유가 카운티의 컨퀘스트에 설립될 넥스테라의 노스 사이드 에너지 센터와 뉴욕주 서부 셔토쿼 카운티의 리플리에 설립될 커넥트젠의 사우스 리플리 솔라에는 발전소 외에도 20메가와트 규모의 에너지 저장 설비가 함께 건설될 예정이다. 뉴욕주 ‘그린 뉴딜’ 정책 목표 중 하나인 ‘2030년까지 3000메가와트의 에너지 저장 설비 설치’를 달성하기 위한 계획이다.
나머지 프로젝트 4개는 풍력 발전 개발 프로젝트다. 3개 프로젝트는 기존 풍력 프로젝트를 재개발하고, 1개 프로젝트는 새로운 대규모 풍력 발전 시설을 건설한다. 재생 에너지 전문 업체 테라젠(Terra-Gen)이 145메가와트 규모의 풍력 발전소를 슈토이벤 카운티 네 개 단지에 각각 건설하는 신규 건설 사업체로 선정됐다.
이번 21개 프로젝트는 단지 ‘재생에너지 발전 시설을 확충하겠다’는 시설 구축 차원의 정책으로 기획된 것이 아니다. 뉴욕주는 지난 2019년 ‘2050년까지 뉴욕주가 안고 있는 가장 도전적이면서 고질적인 문제를 해결하자’는 기치를 내걸은 장기 정책 ‘OneNYC 2050’을 발표한 바 있는데, 그린 뉴딜은 이 중 ‘기후 변화 대응을 통해 모든 뉴욕주민에게 경제적 기회를 창출하겠다’라는 환경·에너지 부문의 선제적 시도를 통칭하는 표현으로 쓰이고 있다.

### 유럽
유럽에서는 미국의 그린뉴딜과 비슷한 ‘유럽그린딜 (European Green Deal)’을 추진하고 있다. 유럽그린딜은 2019년 유럽연합(EU) 선거 당시, 유럽의 정치 운동인 ‘유럽 민주주의 운동 2025(DiEM 2025)’의 캠페인에서 시작됐다. 이후 같은 해 12월, 유럽연합 집행위원회(European Commission)가 유럽그린딜을 받아들이며, 정책으로 제시했다.
유럽 그린딜의 핵심은 2050년까지 유럽을 탄소중립 지역으로 만들겠다는 것이다. 2030년까지 온실가스 감축 목표를 1990년대 수준의 50%로 상향하고, 탄소 저감 노력이 미진한 회원국에는‘탄소 관세’를 부과하는 방안 등을 포함한다. 생산 과정에서 이산화탄소를 많이 배출하는 제품의 수출입에서 높은 세금을 걷는 방식이다.
유럽 그린딜은 철강, 시멘트, IT, 섬유, 화학 등 광범위한 산업군과 경제 영역을 포괄하며, ‘순환경제’에 기반한 새로운 산업 정책을 추진한다. 순환경제란 경제활동에 투입된 물질이 폐기되거나 사라지지 않고 유용한 자원으로 반복 사용되는 경제시스템으로, 반복해서 사용 가능한 박스, 재사용하는 빈 병, 공유경제 등이 대표적인 사례다.
구체적으로는 총 7가지 영역의 정책을 추진한다. 정책의 개요는 다음과 같다.
1. 청정 에너지: 2050년까지 ‘기후중립’을 달성한다는 것이 유럽 그린딜의 핵심 목표다. 이를 위해 에너지 시스템에서 탄소기반 연료를 퇴출하고 2050년까지 온실가스 순배출량을 0으로 만든다. 구체적인 방안은 상황에 맞춰 지속적으로 바뀌나, 다음과 같은 핵심 방향성은 유지된다.[19]

- 에너지 효율 향상
- 재생에너지 기반으로 발전부문 변화
- EU 내 충분한 에너지 공급량을 확보
- EU 에너지 시장 통합과 디지털화[20]

2. 지속가능한 산업: 순환경제체제를 통해 지속가능한 산업 공급망과 가치사슬을 유지한다.
3. 건축과 재건축: 건물 및 재건축 부문은 현재 지속불가능한 수단에 대한 의존도가 높다. 이를 친환경 자재와 ICT 기술 접목을 통해 에너지 효율을 높이는 한편으로 지속가능한 기술을 개발하는 데 주력해 친환경적인 건축물로 변모시킨다.
4. 농업: ‘농장에서 포크로’라는 구호 하에 농수산물 생산과 유통 전반에서 탄소발자국을 줄인다. 이 과정에서 농수산물의 품질은 기존과 동일하게 유지돼야 한다. 정밀농업을 도입하고 화학살충제를 줄임으로써 식품유해성도 낮춘다. 구체적인 방법은 다음과 같다.
- 2030년까지 25%의 농산물을 유기농으로 생산
- 2030년까지 살충제는 50%, 비료는 20%, 농업 및 수경재배용 항생제는 50% 사용량 감소
- 2030년까지 음식쓰레기 50% 감소
- 유통 중 영양소 감소율은 최소 50% 낮춤
- 지속가능한 식품 표시방법 개발

5. 공해 저감: 2021년 유럽 의회에서 ‘공해 제로 액션플랜’이 채택될 예정이다. 공해 제로 액션 플랜은 2050년까지 대기, 수질, 토양오염원 배출량을 ‘0’으로 줄인다는 목표를 위한 구체적인 정책방향을 담았다. 이를 위해 미세플라스틱이나 화학물질을 다른 친환경 물질로 대체할 예정이다.
6. 지속가능한 교통수단: 교통수단에서 배출되는 온실가스를 줄이는 것 또한 유럽 그린딜의 핵심 내용이다. 스마트 모빌리티 체계를 구축하고 내연기관을 줄여 나갈 계획이다. 여기에는 유럽연합 역내 항공망을 친환경적으로 효율화하는 ‘단일한 유럽 하늘’ 계획도 포함된다.
7. 생물다양성: 유럽연합 내 환경을 보전하고 생물다양성을 유지하기 위해 숲과 해양 생태계를 모니터링하고 관리한다.
유럽연합이 유럽그린딜에 거는 기대는 크다. 우르슬라 본 데 레이엔 유럽연합 집행위원회 위원장이 “유럽그린딜은 유럽에게 있어 미국의 달 착륙과 같은 역할을 할 것”이라고 하였다. 미국의 달 착륙 과정에서 축적된 역량이 이후 미국의 산업과 기술의 중요한 기반이 됐듯, 유럽그린딜 역시 유럽의 미래 역량을 끌어올릴 것이라는 기대이다.

### 중국과 일본
일본은 ‘그린뉴딜’을 명시하지는 않았지만, 2005년 교토의정서 채택에 앞장서는 등 환경 문제에 관심을 보여 왔다. 2009년 ‘녹색 성장과 사회변혁’을 내걸고 녹색 뉴딜 정책을 추진하기도 했다. 에너지 절약형 가전 제품이나 자동차 등을 보급하고 환경 분야 투자를 확대해 환경 비즈니스 육성과 친환경 사회 구조 정착의 두 마리 토끼를 잡는다는 목표였다.
이와 함께 친환경 에너지원 확대에 대한 정책도 추진했다. 친환경 수소에너지 확대를 위해 2018년에는 수소기본전략을 발표, 2030년까지 수소차 80만대 보급과 수소충전소 등 인프라 확보 계획을 밝힌 바 있다. 수소 생산과 운송, 활용 전 과정에 기술 개발과 상용화를 추진, 환경 보호와 관련 산업 육성을 추진한다는 계획이다.
태양광 발전과 해상 풍력 등 신재생 에너지를 활성화하고 경쟁을 촉진하기 위해 발전차액지원제도(FIT) 개정도 추진 중이다. 발전차액지원제도는 신재생에너지의 단가가 높던 시절, 신재생에너지 경쟁력을 높이기 위해 발전비용 일부를 지원하던 정책이다. 신재생에너지가 경쟁력이 향상됨에 따라 정부 지원에 크게 의존하던 산업에서 벗어나서 독립적인 산업군으로서 자생력을 키울 수 있도록 발전차액지원제도가 조정된 것이다.
한편으로는 해양 플라스틱이나 음식물 쓰레기를 줄이기 위한 3R (Reduce, Reuse, Recyle) 활동을 비즈니스에 연계하는 방안에도 관심을 보인다. 에너지와 환경을 엮은 일본의 정책 기조 자체는 그린뉴딜의 방향성과 일치한다.
중국도 비슷한 행보를 보인다. 그린뉴딜이라는 말을 직접 사용하지는 않지만, 환경 보호를 국가 핵심 정책의 하나로 간주하고 신재생 에너지 등에 대한 투자를 지속하고 있다. 철도, 전력망, 수처리 인프라를 친환경적 방식으로 구축하는 작업을 추진한 것이 대표적 사례다.
2016년 발표한 ‘국민경제와 사회발전 제13차 5개년 규획 요강’ (13.5 계획)에서 처음으로 ‘녹색’을 핵심 목표에 포함시킨 점은 중국의 친환경 정책에 시사하는 바가 크다. 중국이 국가 정책으로 ‘녹색’을 공식적으로 언급한 것이기 때문이다. 실제로 중국 공산당은 저탄소 순환발전을 위해 신에너지 산업 확대와 에너지 절약 정책을 중점적으로 추진한다는 계획을 밝혔다.
2018년에는 국가발전개혁위원회(NDRC)가 청정에너지원 발전 확대를 위한 ‘청정에너지 소비 행동계획(2018~2020년)’을 발표하기도 했다. 2020년까지 신재생 에너지 가동 중 버려지는 전력 비율을 5% 이내로 낮추는 등 선진국 수준의 신재생 에너지 기술 수준을 갖춘다는 것이 목표다. 친환경 차량에 대한 적극적인 보조금 정책으로 전기차 시장 활성화를 견인했으며, 막대한 경제 효과 창출이 예상되는 수소 에너지 산업도 2019년 처음으로 정부공작보고서에 포함됐다.
중국의 행보 역시 그린뉴딜을 닮아있다. 중국은 재생에너지와 전기차 시장의 ‘큰 손’으로 떠오르며 관련 산업을 빠르게 성장시키고 있다. 중국의 심각한 문제 중 하나인 환경문제를 새로운 산업군을 육성함으로써 극복하겠다는 구상이다.

### 기타
2008년에 이미‘그린뉴딜 리포트’를 냈던 영국에서도 2019년부터는 미국의 영향을 받아 그린뉴딜이 다시 정책 이슈로 거론됐다. 영국 녹색당이 탈탄소 경제전략 법안을 발의했고, 노동당은 2019년 총선에서 녹색산업혁명을 공약으로 내세웠다. 영국 정부는 G7 국가 중 처음으로 탄소 순배출 제로 법안을 제출했다.
캐나다에서도 ‘캐나다 그린뉴딜’ 운동이 시민 사회를 중심으로 일어나고 있다. 청년, 노동자, 원주민 단체 등이 손잡고 ‘그린뉴딜을 위한 협약 (The Pact for a Green New Deal) ’ 운동을 전개하고 있다.
오스트레일리아에서도 노동당을 중심으로 기후 변화를 막기 위해 그린뉴딜과 같은 새로운 제도적 움직임이 필요하다는 목소리가 나오고 있다.
그린뉴딜이라는 이름을 쓰지 않더라도 세계 곳곳에서는 이미 다양한 친환경 에너지 정책이 추진되고 있다. 탄소 순배출 제로를 목표로 설정한 국가가 이미 세계적으로 54개에 이른다. 알바니아, 코스타리카, 아이슬란드, 노르웨이, 파라과이, 카자흐스탄 등의 국가는 거의 100% 신재생에너지로 전력을 생산하고 있는 나라들이다.

## 같이 보기
- 기후변화 완화
- 에너지 전환
- 녹색 경제
- 녹색 성장